# Erik Meijer
Erik Meijer (Meerssen, 2 agosto 1969) è un ex calciatore olandese, di ruolo attaccante.

## Carriera

### Club
Meijer ha iniziato la sua carriera al Fortuna Sittard. Ha debuttato nei primi anni 1990 nell'Eredivisie con la maglia del MVV.
Nel 1993 Meijer si è trasferito al PSV, ma fu chiuso da giocatori come Ronaldo, Luc Nilis e Wim Kieft. Dopo aver giocato tra Belgio e Olanda, giocando per le due società di Eindhoven, nel 1995 arriva in Germania e un anno più tardi veste la casacca del Bayer Leverkusen. In tre anni, mantiene una media vicina a 1 gol ogni 5 partite e nel 1999, passa a titolo gratuito al Liverpool dove gioca 26 partite segnando 2 gol in Football League Cup, contro l'Hull City (1-5). Passato in prestito al Preston North End, in terza divisione, gioca 9 incontri senza segnare alcun gol. A fine stagione i Reds lo mandano all'Amburgo, dove ritorna alla consueta media di 1 gol ogni 5 incontri di campionato, ritirandosi nel 2006 dal calcio giocato.
Nella classifica del Daily Mail dei 50 peggiori attaccanti nella storia della Premier League figura al cinquantesimo posto.